# 007: Alles oder Nichts
007: Alles oder Nichts (Originaltitel James Bond 007: Everything or Nothing) ist ein Videospiel aus dem Hause Electronic Arts. Es war das dritte Spiel von EA, das die James-Bond-Lizenz ohne Filmvorlage mit fiktiver Geschichte nutzte. Der US-amerikanische Drehbuchautor Bruce Feirstein war für die Handlung des Spiels verantwortlich.

## Handlung

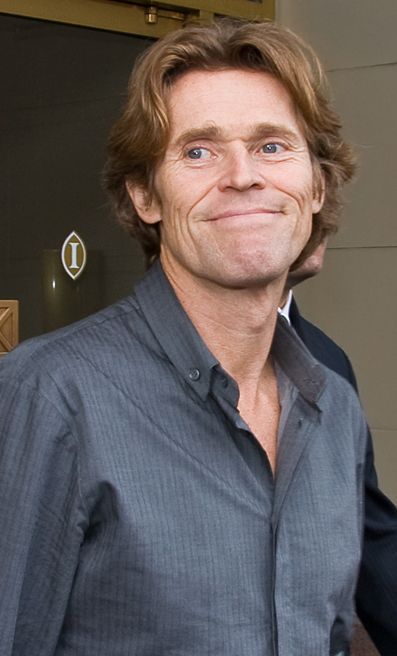
Willem Dafoe als Nikolai Diavolo

Dr. Katya Nadanova ist Spezialistin auf dem Gebiet der Nanotechnologie. Ein General kidnappt sie und stiehlt einen mit dieser Technik produziertem Roboter. Bond kann sie retten, den Roboter sichern und den General töten. Die Wissenschaftlerin aber spielt ein doppeltes Spiel und trifft sich mit Nikolai Diavolo, einem Schüler des verstorbenen Max Zorin (der Gegenspieler aus James Bond 007 – Im Angesicht des Todes, gespielt von Christopher Walken), der den Plan verfolgt, sich an Bond zu rächen und mit der Nanotechnologie einen Panzer zu konstruieren, um mit einem Putsch die Macht in Russland übernehmen zu können. Dabei soll dieses Fahrzeug massenhaft als Instrument eingesetzt werden, um die russische Armee in Schach zu halten. Bond verfolgt seine Spur über die USA bis nach Peru und bekommt u. a. von Abteilung Q einen Porsche Cayenne gestellt, der mit den üblichen Spezialwaffen ausgerüstet ist, darunter auch die Tarnvorrichtung des Aston Martin aus James Bond 007 – Stirb an einem anderen Tag. Bond trifft auch einen alten Bekannten, den Beisser, wieder. Am Ende kommt es zu einem Showdown auf dem Roten Platz in Moskau, wo Diavolo mit seinen Panzern einen Großangriff startet. Bond kann einen dieser Panzer übernehmen und vernichtet damit die anderen Modelle, bevor sie die russischen Panzerfahrzeuge dezimiert haben.

## Realvorbilder der 3D-Charaktere (Besetzung)
- Pierce Brosnan als James Bond
- Heidi Klum als Dr. Katya Nadanova
- Willem Dafoe als Nikolai Diavolo
- Judi Dench als M
- John Cleese als Q
- Richard Kiel als Beisser
- Shannon Elizabeth als Serena St. Germaine
- Misaki Itō als Q's Assistentin
- Mýa Marie Harrison als Mya Starling

## Technik
- Die Konsolenversion wurde aus der Third-Person-Perspektive gespielt. Dieses Konzept kam zuletzt bei dem Spiel Der Morgen stirbt nie (1999) zum Einsatz. James Bond hat einen Lebensbalken, den er auch mit Schutzwestenpanzerung schützen kann.
- Die Version für den Game Boy Advance ist aus technischen Gründen nur aus der Vogelperspektive spielbar.

### Ausrüstung
In Alles oder Nichts wurden keine Fantasienamen mehr für die Waffen verwendet.
- P99 (Es wurde eine Smith & Wesson SW99 als Vorlage verwendet, nur auf dem Cover eine Walther P99)
- Desert Eagle
- Heckler & Koch MP5K
- SIG SG552
- AKM
- SVD Dragunov
- Franchi SPAS 12

Wie auch in den bisherigen Spiele kann auch der Goldene Colt von Scaramanga benutzt werden.

## Besonderheiten
- Über ein Game-Boy-Advance-Kabel kann der GameCube mit dem Game Boy Advance verbunden und somit auch die beiden Spielversionen für die unterschiedlichen Spielstationen. Dabei gab der Bildschirm des Game Boy Advance versteckte Hinweise an bestimmten Stellen des GameCube-Spiels an.
- Der Titelsong Everything or Nothing wurde von der Sängerin Mýa interpretiert.

## Kritik
Das Spielemagazin 4Players bewertete das Spiel als „Sehr gut“ und urteilte: „Alles oder Nichts ist es als erstem Bondspiel überhaupt gelungen, das Flair der Filme nahezu perfekt auf die Spielwelt zu projizieren und dabei den Spielspaß nicht zu vergessen.“
Die Website gamecaptain.de nannte das Spiel einen „Pflichtkauf für Bond- und Actionfans“ und vergab eine Bewertung von 90 Prozent.
Die Webseite gamezone.de bewertete das Spiel mit 8,5 von 10 Punkten und meinte „Freunde des britischen Geheimagenten dürften auf alle Fälle ihren Spaß haben mit dem neuesten Abenteuer von Bond, aber auch Gelegenheitsspieler können ruhig einmal einen Blick riskieren“, jedoch „muss man schon ein Freund von gescripteten Vorgängen sein, von denen es im Spiel nur so wimmelt.“